# 中国人民政治协商会议全国委员会民族和宗教委员会
中国人民政治协商会议全国委员会民族和宗教委员会（简称全国政协民族和宗教委员会），是中国人民政治协商会议全国委员会设立的专门委员会之一。

## 沿革
1988年6月9日通过的《中国人民政治协商会议第七届全国委员会专门委员会组织通则》决定“根据中国人民政治协商会议章程第38条的规定，经政协第七届全国委员会常务委员会第一、二次会议决定，设置14个专门委员会”，包括：提案委员会、学习委员会、文史资料委员会、经济委员会、教育文化委员会、科学技术委员会、医卫体委员会、法制委员会、民族委员会、宗教委员会、妇女青年委员会、华侨委员会、祖国统一联谊委员会、外事委员会。并规定“专门委员会是在常务委员会和主席会议领导下，组织委员进行经常性活动的工作机构”。
1993年3月28日政协第八届全国委员会常务委员会第一次会议通过《中国人民政治协商会议第八届全国委员会常务委员会关于设置专门委员会的决定》，依据《中国人民政治协商会议章程》第38条的规定，常务委员会决定设置14个专门委员会：提案委员会、学习委员会、文史资料委员会、经济委员会、教育文化委员会、科学技术委员会、医药卫生体育委员会、法制委员会、民族委员会、宗教委员会、妇女青年委员会、华侨委员会、祖国统一联谊委员会、外事委员会。
1995年3月15日政协第八届全国委员会常务委员会第十二次会议通过了政协第八届全国委员会常务委员会关于调整专门委员会的决定。由八届全国政协设立的14个专门委员会调整后为8个：提案委员会、经济委员会、科教文卫体委员会、妇青和法制委员会、民族和宗教委员会、文史和学习委员会、台港澳侨联络委员会、外事委员会。会议还通过了各专门委员会主任名单。
1998年3月16日政协第九届全国委员会常务委员会第一次会议通过《中国人民政治协商会议第九届全国委员会常务委员会关于设置专门委员会的决定》，依据《中国人民政治协商会议章程》第38条和《中国人民政治协商会议全国委员会专门委员会通则》的规定，决定设置9个专门委员会：提案委员会、经济委员会、人口资源环境委员会、教科文卫体委员会、社会和法制委员会、民族和宗教委员会、文史资料委员会、港澳台侨委员会、外事委员会。
2003年3月15日政协第十届全国委员会常务委员会第一次会议通过《中国人民政治协商会议第十届全国委员会常务委员会关于设置专门委员会的决定》，依据《中国人民政治协商会议章程》第三十九条的规定，中国人民政治协商会议第十届全国委员会设置9个专门委员会：提案委员会、经济委员会、人口资源环境委员会、教科文卫体委员会、社会和法制委员会、民族和宗教委员会、港澳台侨委员会、外事委员会、文史资料委员会。
2008年3月15日政协第十一届全国委员会常务委员会第一次会议通过《中国人民政治协商会议第十一届全国委员会常务委员会关于设置专门委员会的决定》，根据《中国人民政治协商会议章程》第三十九条的规定，中国人民政治协商会议第十一届全国委员会设置9个专门委员会：提案委员会、经济委员会、人口资源环境委员会、教科文卫体委员会、社会和法制委员会、民族和宗教委员会、港澳台侨委员会、外事委员会、文史和学习委员会。
2013年3月13日政协第十二届全国委员会常务委员会第一次会议通过《中国人民政治协商会议第十二届全国委员会常务委员会关于设置专门委员会的决定》，根据《中国人民政治协商会议章程》第三十九条的规定，中国人民政治协商会议第十二届全国委员会设置的9个专门委员会与第十一届相同。
2018年3月16日中国人民政治协商会议第十三届全国委员会常务委员会第一次会议通过《中国人民政治协商会议第十三届全国委员会常务委员会关于设置专门委员会的决定》，决定中国人民政治协商会议第十三届全国委员会设置10个专门委员会：提案委员会、经济委员会、农业和农村委员会、人口资源环境委员会、教科卫体委员会、社会和法制委员会、民族和宗教委员会、港澳台侨委员会、外事委员会、文化文史和学习委员会。

## 组织结构
2015年修订后的《中国人民政治协商会议全国委员会专门委员会通则》规定：
- 第十一条：“专门委员会的组成，应按照有利于联系各界、各方面人士，自愿、协商和便于组织经常性活动的原则，统筹安排。”
- 第十二条：“每届专门委员会的设立一般应在当届政协第一次常务委员会会议上确定。专门委员会的组成人员原则上为全体委员的30%左右，非中共委员要占一定比例。各专门委员会一般由50至100人组成，设主任1人，驻会副主任1人，副主任若干人。工作领域较宽的委员会可适当增加组成人员。”
- 第十三条：“专门委员会人选从政协全国委员会委员中产生，一般应具有相关工作经历和专业知识。人选由政协全国委员会秘书长会议提出，征得委员本人同意后，委员名单由主席会议审定，主任、副主任的任命由常务委员会决定。”“专门委员会组成人员需调整或增补时，按专门委员会产生程序办理。专门委员会主任会议对本委员会委员的调整或增补可提出建议。”
- 第十四条：“根据工作需要，专门委员会可采取适当方式邀请非本专门委员会的政协委员参加活动。”[9]

## 职责
民族和宗教委员会围绕民族、宗教方面的重点议题如民族地区经济社会发展和民生改善、宗教事务管理、宗教教职人员社会保障等开展协商、调研、考察、重点提案督办等活动；加强与香港、澳门、台湾宗教界沟通联系；根据全国政协年度协商工作安排，承办全国政协专题协商会、双周协商座谈会，参与承办专题议政性常委会议有关专题讨论会；组织少数民族界、宗教界委员开展界别活动；召开少数民族界、宗教界委员反映社情民意座谈会；每年召开一次全国性会议；以“中宗和”名义出访。

## 历届组成人员
- 中国人民政治协商会议第七届全国委员会民族委员会（主任：杨静仁）
- 中国人民政治协商会议第七届全国委员会宗教委员会（主任：赵朴初）
- 中国人民政治协商会议第八届全国委员会民族委员会（主任：金鉴）
- 中国人民政治协商会议第八届全国委员会宗教委员会（主任：赵朴初）
- 中国人民政治协商会议第八届全国委员会民族和宗教委员会（主任：赵朴初）
- 中国人民政治协商会议第九届全国委员会民族和宗教委员会（主任：乌力吉）
- 中国人民政治协商会议第十届全国委员会民族和宗教委员会（主任：钮茂生）
- 中国人民政治协商会议第十一届全国委员会民族和宗教委员会（主任：田聪明）
- 中国人民政治协商会议第十二届全国委员会民族和宗教委员会（主任：朱维群）
- 中国人民政治协商会议第十三届全国委员会民族和宗教委员会（主任：王伟光）
- 中国人民政治协商会议第十四届全国委员会民族和宗教委员会（主任：张裔炯）